# La Breille-les-Pins
La Breille-les-Pins é uma comuna francesa na região administrativa da Pays de la Loire, no departamento de Maine-et-Loire. Estende-se por uma área de 27,57 km². Em 2010 a comuna tinha 613 habitantes (densidade: 22,2 hab./km²).